# Naisten Vaahteraliiga 2021
La Naisten Vaahteraliiga 2021 è la 24ª edizione del campionato di football americano di primo livello femminile, organizzato dalla SAJL.

## Squadre partecipanti
| Club                | Città    | Stadio | Sponsor ufficiale | Risultato nella stagione 2020 |
| ------------------- | -------- | ------ | ----------------- | ----------------------------- |
| Helsinki Wolverines | Helsinki |        |                   |                               |
| Mikkeli Bouncers    | Mikkeli  |        |                   |                               |
| Turku Trojans       | Turku    |        |                   |                               |
| West Coast Phoenix  | Raisio   |        |                   |                               |

## Stagione regolare

### Calendario

#### 1ª giornata
Giornata interamente rinviata

#### 2ª giornata
Giornata interamente rinviata

#### 3ª giornata
| Raisio 3 luglio 2021, ore 14:00 | West Coast Phoenix | 0 – 30 (0-14 0-16 0-0 0-0) referto | Mikkeli Bouncers | Kerttulan urheilukenttä (100 spett.)\| Arbitro: \| K. Kivimaa \| |
| Arbitro:                        | K. Kivimaa         |                                    |                  |                                                                  |

| Helsinki 4 luglio 2021, ore 17:00 | Helsinki Wolverines | 0 – 58 (0-13 0-14 0-14 0-17) referto | Turku Trojans | Velodromo di Helsinki (140 spett.)\| Arbitro: \| H. Toijala \| |
| Arbitro:                          | H. Toijala          |                                      |               |                                                                |

#### 4ª giornata
| Mikkeli 10 luglio 2021, ore 13:00 | Mikkeli Bouncers | 38 – 16 (6-0 16-0 0-16 16-0) referto | Helsinki Wolverines | Urpolan tekonurmi (103 spett.)\| Arbitro: \| K. Lahtinen \| |
| Arbitro:                          | K. Lahtinen      |                                      |                     |                                                             |

| Raisio 11 luglio 2021, ore 14:00 | West Coast Phoenix | 0 – 27 (0-7 0-0 0-6 0-14) referto | Turku Trojans | Kerttulan urheilukenttä (150 spett.)\| Arbitro: \| P. Roimela \| |
| Arbitro:                         | P. Roimela         |                                   |               |                                                                  |

#### Anticipi 1
| Helsinki 18 luglio 2021, ore 16:00 | Helsinki Wolverines | 28 – 8 (6-0 8-0 6-8 8-0) referto | West Coast Phoenix | Velodromo di Helsinki (93 spett.)\| Arbitro: \| V. Lamminsalo \| |
| Arbitro:                           | V. Lamminsalo       |                                  |                    |                                                                  |

#### 5ª giornata
| Turku 25 luglio 2021, ore 18:00 | Turku Trojans | 33 – 6 (14-0 0-6 13-0 6-0) referto | Mikkeli Bouncers | Yläkenttä (201 spett.)\| Arbitro: \| J. Kalevo \| |
| Arbitro:                        | J. Kalevo     |                                    |                  |                                                   |

#### 6ª giornata
| Mikkeli 31 luglio 2021, ore 13:00 | Mikkeli Bouncers | 42 – 22 (8-8 14-0 6-6 14-8) referto | West Coast Phoenix | Urpolan tekonurmi (100 spett.)\| Arbitro: \| J. Kalliokoski \| |
| Arbitro:                          | J. Kalliokoski   |                                     |                    |                                                                |

| Turku 1º agosto 2021, ore 13:00 | Turku Trojans | 21 – 7 (14-0 0-0 0-0 7-7) referto | Helsinki Wolverines | Yläkenttä (90 spett.)\| Arbitro: \| H. Toijala \| |
| Arbitro:                        | H. Toijala    |                                   |                     |                                                   |

#### Recuperi 1
| Turku 14 agosto 2021, ore 13:00 | Turku Trojans | 28 – 0 (0-0 7-0 14-0 7-0) referto | West Coast Phoenix | Yläkenttä (110 spett.)\| Arbitro: \| J. Kalevo \| |
| Arbitro:                        | J. Kalevo     |                                   |                    |                                                   |

| Helsinki 14 agosto 2021, ore 15:30 | Helsinki Wolverines | 27 – 6 (7-0 12-6 8-0 0-0) referto | Mikkeli Bouncers | Velodromo di Helsinki\| Arbitro: \| R.-V. Suojanen \| |
| Arbitro:                           | R.-V. Suojanen      |                                   |                  |                                                       |

#### Recuperi 2
| Raisio 21 agosto 2021, ore 14:00 | West Coast Phoenix | 6 – 34 (0-6 6-6 0-14 0-8) referto | Helsinki Wolverines | Kerttulan urheilukenttä (100 spett.)\| Arbitro: \| J. Kalevo \| |
| Arbitro:                         | J. Kalevo          |                                   |                     |                                                                 |

| Mikkeli 22 agosto 2021, ore 13:00 | Mikkeli Bouncers | 0 – 14 (0-0 0-0 0-7 0-7) referto | Turku Trojans | Urpolan tekonurmi (75 spett.)\| Arbitro: \| M. Makarainen \| |
| Arbitro:                          | M. Makarainen    |                                  |               |                                                              |

### Classifica
La classifica della regular season è la seguente:
- PCT = percentuale di vittorie, G = partite giocate, V = partite vinte, P = partite perse, PF = punti fatti, PS = punti subiti

| Pos. | Squadra             | PCT   | G | V | N | P | PF  | PS  |
| ---- | ------------------- | ----- | - | - | - | - | --- | --- |
| 1    | Turku Trojans       | 1.000 | 6 | 6 | 0 | 0 | 181 | 13  |
| 2    | Helsinki Wolverines | .500  | 6 | 3 | 0 | 3 | 112 | 137 |
| 3    | Mikkeli Bouncers    | .500  | 6 | 3 | 0 | 3 | 122 | 112 |
| 4    | West Coast Phoenix  | .000  | 6 | 0 | 0 | 6 | 36  | 189 |

## Playoff

### Tabellone
|  | Semifinali | Semifinali          | Semifinali |                     |    | XXIV Finale | XXIV Finale   | XXIV Finale |  |
|  |            |                     |            |                     |    |             |               |             |  |
|  |            |                     |            |                     |    | 1           | Turku Trojans | 17          |  |
|  |            |                     |            |                     |    | 1           | Turku Trojans | 17          |  |
|  |            |                     | 2          | Helsinki Wolverines | 14 |             |               |             |  |
|  | 2          | Helsinki Wolverines | 2          | Helsinki Wolverines | 14 | 22          |               |             |  |
|  | 2          | Helsinki Wolverines |            |                     |    |             |               |             |  |
|  | 3          | Mikkeli Bouncers    | 14         |                     |    |             |               |             |  |

### Semifinale
| Helsinki 28 agosto 2021, ore 17:30 | Helsinki Wolverines | 22 – 14 (6-14 0-0 16-0 0-0) referto | Mikkeli Bouncers | Velodromo di Helsinki\| Arbitro: \| M. Makarainen \| |
| Arbitro:                           | M. Makarainen       |                                     |                  |                                                      |

### XXIV Finale
| Arbitri: | T. Julkunen A. Naumanen P. Vierikko M. Saarijarvi J. Holmberg |

| |           | |
| L. Kaszas 2':27" Q2 (TD) 9yd run L. Pulkkinen Q2 (pat) L. Pulkkinen 6':05" Q3 (FG) 30yd L. Kaszas 2':40" Q3 (TD) 40yd run L. Pulkkinen Q3 (pat) | Marcatori | Kuusinen 2':40" Q1 (TD) 1yd run Kuusinen Q1 (tpc) rush M. Jaaskela 2':50" Q4 (TD) 14yd pass from P. Kosonen |

## Verdetti
- Turku Trojans Campionesse della Finlandia 2021

## Marcatrici
| Giocatrice     | Sq.                 | TD rush | TD recv | TD int | TD p.ret | TD k.ret | TD oth | Xp1  | Xp2 | FG  | Saf | Totale |
| -------------- | ------------------- | ------- | ------- | ------ | -------- | -------- | ------ | ---- | --- | --- | --- | ------ |
| E. Kemppi      | Mikkeli Bouncers    | 9+2     | 0+0     | 0+0    | 0+0      | 0+0      | 0+0    | 0+0  | 3+0 | 0+0 | 0+0 | 72     |
| Kaszas         | Turku Trojans       | 5+2     | 3+0     | 1+0    | 0+0      | 0+0      | 0+0    | 0+0  | 0+0 | 0+0 | 0+0 | 66     |
| Kuusinen       | Helsinki Wolverines | 6+2     | 0+0     | 0+0    | 0+0      | 0+0      | 0+0    | 2+0  | 4+1 | 0+0 | 0+0 | 60     |
| Jääskelä       | Helsinki Wolverines | 7+0     | 0+1     | 0+0    | 0+0      | 0+0      | 0+0    | 0+0  | 3+0 | 0+0 | 0+0 | 54     |
| Pulkkinen      | Turku Trojans       | 1+0     | 2+0     | 0+0    | 0+0      | 0+0      | 0+0    | 22+2 | 0+0 | 1+1 | 0+0 | 48     |
| N. Koponen     | Mikkeli Bouncers    | 1       | 2       | 0      | 0        | 0        | 0      | 0    | 6   | 0   | 0   | 30     |
| Kesä-Heino     | Helsinki Wolverines | 2+0     | 0+1     | 0+0    | 0+0      | 0+0      | 0+0    | 0+0  | 0+1 | 0+0 | 0+0 | 20     |
| S. Kuosmanen   | Turku Trojans       | 0       | 3       | 0      | 0        | 0        | 0      | 0    | 0   | 0   | 0   | 18     |
| Partanen       | Turku Trojans       | 0       | 3       | 0      | 0        | 0        | 0      | 0    | 0   | 0   | 0   | 18     |
| H. Kuisma      | Mikkeli Bouncers    | 1+0     | 1+0     | 0+0    | 0+0      | 0+0      | 0+0    | 0+0  | 0+1 | 0+0 | 0+0 | 14     |
| J. Hakkarainen | Turku Trojans       | 2       | 0       | 0      | 0        | 0        | 0      | 0    | 0   | 0   | 0   | 12     |
| E. Karru       | West Coast Phoenix  | 2       | 0       | 0      | 0        | 0        | 0      | 0    | 0   | 0   | 0   | 12     |
| J.J. Seiles    | Turku Trojans       | 0       | 2       | 0      | 0        | 0        | 0      | 0    | 0   | 0   | 0   | 12     |
| Tuomi          | Turku Trojans       | 0       | 0       | 2      | 0        | 0        | 0      | 0    | 0   | 0   | 0   | 12     |
| Jansen         | West Coast Phoenix  | 0       | 1       | 0      | 0        | 0        | 0      | 0    | 1   | 0   | 0   | 8      |
| N. Railonmaa   | West Coast Phoenix  | 0       | 1       | 0      | 0        | 0        | 0      | 0    | 1   | 0   | 0   | 8      |
| P. Torssonen   | Mikkeli Bouncers    | 0       | 1       | 0      | 0        | 0        | 0      | 0    | 1   | 0   | 0   | 8      |
| S. Heikkinen   | West Coast Phoenix  | 0       | 1       | 0      | 0        | 0        | 0      | 0    | 0   | 0   | 0   | 6      |
| Kangas         | Helsinki Wolverines | 0+0     | 0+1     | 0+0    | 0+0      | 0+0      | 0+0    | 0+0  | 0+0 | 0+0 | 0+0 | 6      |
| M. Korhonen    | Mikkeli Bouncers    | 0       | 1       | 0      | 0        | 0        | 0      | 0    | 0   | 0   | 0   | 6      |
| H. Rahkonen    | Turku Trojans       | 0       | 0       | 0      | 0        | 0        | 1      | 0    | 0   | 0   | 0   | 6      |
| H. Ropanen     | Turku Trojans       | 0       | 0       | 1      | 0        | 0        | 0      | 0    | 0   | 0   | 0   | 6      |
| S. Tykkylainen | Mikkeli Bouncers    | 1       | 0       | 0      | 0        | 0        | 0      | 0    | 0   | 0   | 0   | 6      |
| J. Valimaki    | Helsinki Wolverines | 0       | 1       | 0      | 0        | 0        | 0      | 0    | 0   | 0   | 0   | 6      |
| M. Harjula     | West Coast Phoenix  | 0       | 0       | 0      | 0        | 0        | 0      | 0    | 1   | 0   | 0   | 2      |
| Järn           | Helsinki Wolverines | 0+0     | 0+0     | 0+0    | 0+0      | 0+0      | 0+0    | 0+0  | 0+1 | 0+0 | 0+0 | 2      |

- Miglior marcatrice della stagione regolare: E. Kemppi ( Mikkeli Bouncers), 60
- Miglior marcatrice dei playoff: Kuusinen ( Helsinki Wolverines), 14
- Miglior marcatrice della stagione: E. Kemppi ( Mikkeli Bouncers), 72

## Passer rating
La classifica tiene in considerazione soltanto le quarterback con almeno 10 lanci effettuati.
| Giocatrice     | Sq.                 | G   | Att    | Comp  | Int | Yds     | TD   | NFL   | NCAA   |
| -------------- | ------------------- | --- | ------ | ----- | --- | ------- | ---- | ----- | ------ |
| J. Hakkarainen | Turku Trojans       | 4+1 | 123+12 | 51+5  | 5+0 | 839+24  | 13+0 | 79,95 | 119,55 |
| C. Lindholm    | Mikkeli Bouncers    | 5+1 | 45+6   | 16+1  | 4+0 | 184+8   | 4+0  | 39,01 | 75,15  |
| R. Sulin       | West Coast Phoenix  | 6   | 148    | 43    | 7   | 552     | 3    | 29,67 | 57,61  |
| P. Kosonen     | Helsinki Wolverines | 6+2 | 97+35  | 35+13 | 7+2 | 247+137 | 1+3  | 26,58 | 57,16  |
| Tiainen        | Helsinki Wolverines | 1   | 11     | 4     | 2   | 8       | 0    | 5,30  | 6,11   |
| E. Kolehmainen | Mikkeli Bouncers    | 5   | 23     | 7     | 2   | 35      | 0    | 3,71  | 25,83  |
| J. Kuitunen    | Mikkeli Bouncers    | 2+1 | 4+3    | 1+1   | 0+0 | 16+3    | 1+0  |       |        |
| Kaszas         | Turku Trojans       | 2+1 | 4+1    | 1+0   | 0+0 | 7+0     | 0+0  |       |        |
| Pulkkinen      | Turku Trojans       | 0+1 | 0+1    | 0+0   | 0+0 | 0+0     | 0+0  |       |        |
| Team           | West Coast Phoenix  | 1   | 0      | 0     | 0   | 0       | 0    |       |        |

- Miglior QB della stagione regolare: J. Hakkarainen ( Turku Trojans), 125,51
- Miglior QB dei playoff: P. Kosonen ( Helsinki Wolverines), 86,88
- Miglior QB della stagione: J. Hakkarainen ( Turku Trojans), 119,55